# Saison 3 de Seinfeld
Chronologie
Saison 2 Saison 4
La troisième saison de Seinfeld, une sitcom américaine, est diffusée pour la première fois aux États-Unis par NBC entre le 18 septembre 1991 et le 6 mai 1992.

## Liste des épisodes

### Épisode 1:La Main du masseur
- Titre original : The Note
- Numéro(s) : 20 (3.1) / Diff° 3.01
- Scénariste(s) : Larry David
- Réalisateur(s) : Tom Cherones
- Diffusion(s) : 
  -  États-Unis : 18 septembre 1991
- Invité(es) :
- Résumé : George et Elaine apprennent de Jerry que ses massages sont remboursés par les assurances sur la base d'une ordonnance; Roy, l'ami dentiste de Jerry, en établit pour George et Elaine.
George se fait masser par un physiothérapeute homme: comme ça lui plaît, il se pose des questions sur sa sexualité.
Kramer est sûr d'avoir vu Joe DiMaggio manger des donuts dans un bistro tout simple.
La physiothérapeute masseuse de Jerry croit qu'il est un pédophile en raison de remarques ambiguës qu'il a faites.
Jerry, Elaine, George et Kramer aperçoivent DiMaggio au bistro des donuts!
- Commentaire : On n'aperçoit que les mains de DiMaggio, une des plus grandes stars populaires aux États-Unis d'Amérique.

### Épisode 2:Toute la vérité
- Titre original : The Truth
- Numéro(s) : 21 (3.2) / Diff° 3.02
- Scénariste(s) : Elaine Pope
- Réalisateur(s) : David Streinberg
- Diffusion(s) : 
  -  États-Unis : 25 septembre 1991
- Invité(es) :
- Résumé : Avec un accès de « toujours dire la vérité », George rompt avec sa petite amie, fonctionnaire au fisc ; il a oublié de lui parler de documents de Jerry qui est contrôlé fiscalement.
Kramer sort avec Tina, la colocataire d'Elaine, et ils le vivent de manière très « libérée ».
Patrice, la fonctionnaire du fisc, a dû se faire hospitaliser pour soigner sa dépression et Jerry et George vont lui rendre visite, pour parler des documents…
- Commentaire : Dans les vérités de l'épisode, Elaine dit à George qu'il est « extremely careful with money » (« extrêmement prudent avec l'argent ») et George se fâche car cela signifie pour lui qu'il est « cheap » (« radin »)…ce qui est sans aucun doute possible.
• Pour le fisc, Jerry recherche une facture en particulier, à savoir un don qu'il avait fait manifestement pour épater Elaine au tout début de leur relation amoureuse, et elle comprend maintenant qu'il espérait arriver à ses fins grâce à ce geste!

### Épisode 3:Le Chien
- Titre original : The Dog
- Numéro(s) : 22 (3.3) / Diff° 3.04
- Scénariste(s) : Larry David
- Réalisateur(s) : Tom Cherones
- Diffusion(s) : 
  -  États-Unis : 9 octobre 1991
- Invité(es) :
- Résumé : Dans un avion, Jerry fait la connaissance d'un passager qui a un malaise et qui lui demande ensuite de s'occuper de son chien pendant son séjour à l'hôpital. La garde du chien insupportable se prolonge et cela empêche Jerry d'aller au cinéma avec George et Elaine. Ces derniers sortent donc ensemble malgré le fait qu'ils se connaissent mal: leur seul sujet de conversation en commun est de se moquer de Jerry.
Kramer rompt puis se remet avec sa petite amie.
Finalement, le propriétaire du chien vient le rechercher.
- Commentaire : On ne voit pas le chien de l'épisode.
• Titres des films évoqués dans cet épisode: Prognosis negative et Ponce De Leon que les personnages vont voir; affiches de Prancer, The First Power.

### Épisode 4:La Bibliothèque
- Titre original : The Library
- Numéro(s) : 23 (3.4) / Diff° 3.05
- Scénariste(s) : Larry Charles
- Réalisateur(s) : Joshua White
- Diffusion(s) : 
  -  États-Unis : 16 octobre 1991
- Invité(es) :
- Résumé : Jerry est sommé de rendre un livre emprunté en 1971, il y a 20 ans! L'inspecteur de la bibliothèque se comporte comme un flic de série télévisée. Devant la bibliothèque, George croit avoir vu son ancien professeur de gymnastique, qu'il avait fait renvoyer de l'école.
Elaine a peur d'être licenciée de chez l'éditeur Pendant.
George révèle son secret: le professeur a été renvoyé car lui et des élèves faisaient subir un bizutage à George, en l'occurrence des wedgies; il va s'expliquer avec lui.
Comme Jerry se rappelle qu'il a rendu le livre en présence de son amour de l'époque, il rencontre celle-ci, une belle et plantureuse mère de famille, et il se souvient finalement que le livre avait été prêté à George. Il paie les 20 ans d'amende.
- Commentaire : Les livres empruntés (il y en a en fait deux) sont les célèbres Tropique du cancer et Tropique du capricorne de Henry Miller.

### Épisode 5:Le Stylo
- Titre original : The Pen
- Numéro(s) : 24 (3.5) / Diff° 3.03
- Scénariste(s) : Larry David
- Réalisateur(s) : Tom Cherones
- Diffusion(s) : 
  -  États-Unis : 2 octobre 1991
- Invité(es) :
- Résumé : Jerry et Elaine rendent visite aux parents de celui-ci en Floride. Cela débute par le quiproquo « Jerry et Elaine ne dorment pas ensemble » que les parents ne veulent pas comprendre. Ensuite, un voisin offre (ou est gentiment amené à) à Jerry un stylo que les astronautes emmenaient dans l'espace et qui peut écrire à l'envers.
Tout part en catastrophe car les parents de Jerry et leurs voisins/amis se disputent pour un rien.
Elaine, qui était impatiente de rentrer à New York, tombe malade et doit rester quelques jours de plus...
- Commentaire : George et Kramer n'apparaissent pas dans cet épisode. Ce sera d'ailleurs le seul épisode sans Jason Alexander qui a exprimé de façon mécontente le fait d'être absent d'une histoire et a menacé la production de quitter la série si les personnages manquaient encore une fois un seul épisode.

### Épisode 6:Le Parking
- Titre original : The Parking Garage
- Numéro(s) : 25 (3.6) / Diff° 3.06
- Scénariste(s) : Larry David
- Réalisateur(s) : Tom Cherones
- Diffusion(s) : 
  -  États-Unis : 30 octobre 1991
- Invité(es) :
- Résumé : Jerry, Elaine, George et Kramer cherchent la voiture de ce dernier dans l'immense parking d'un centre commercial. Ils ne la trouvent qu'à la tombée de la nuit.
Pendant cette mésaventure, tout va leur arriver: Jerry puis George se font attraper par un garde car ils ont uriné dans le parking, personne n'est prêt à aider Elaine pour trouver la voiture en faisant un tour dans le parking...
- Commentaire : Kramer indique qu'il porte une veste qui avait été oubliée au domicile de sa mère, par un homme qu'elle fréquentait. Cette veste sera un élément récurrent des trois épisodes suivants.
Larry Charles, un des principaux scénaristes de la série, fait une apparition dans l'épisode.

### Épisode 7:Le Q.I.
- Titre original : The Cafe
- Numéro(s) : 26 (3.7) / Diff° 3.07
- Scénariste(s) : Tom Leopold
- Réalisateur(s) : Tom Cherones
- Diffusion(s) : 
  -  États-Unis : 6 novembre 1991
- Invité(es) :
- Résumé : Monica, la nouvelle petite amie de George, tient à lui faire passer un test de QI et, comme il n'est pas sûr de réussir, Elaine se propose pour remplir les formulaires à sa place.
Jerry s'intéresse à un restaurant qui vient d'ouvrir juste en face de chez lui mais qui n'attire pas encore de clientèle. Il a pitié: il va donc tester cette nouvelle enseigne qui sert des mets de cuisine chinoise, mexicaine ou même italienne. Elaine le rejoint pour répondre au test de George mais cela tourne à la catastrophe: Babu, le patron, tache les documents. Comment est-ce que George va pouvoir expliquer cela?
Jerry suggère à Babu de transformer son établissement en restaurant pakistanais, sa nationalité.
Kramer a des problèmes avec un ancien amant de sa mère à qui il a "emprunté" une veste et que celui-ci veut récupérer.
Alors qu'Elaine s'attendait à briller dans l'épreuve du QI, George lui apprend qu'elle n'a obtenu que 85 et elle décide donc de le repasser, mais Monica va découvrir le stratagème.
Babu doit fermer son établissement car les spécialités pakistanaises n'attirent personne.
Jerry, Elaine et George veulent aller au restaurant, mais ils n'arrivent pas à se décider: l'un désire manger chinois, l'autre italien et le dernier mexicain...

### Épisode 8:L'Enregistrement
- Titre original : The Tape
- Numéro(s) : 27 (3.8) / Diff° 3.08
- Scénariste(s) : Larry David & Bob Shaw & Don McEnery
- Réalisateur(s) : David Streinberg
- Diffusion(s) : 
  -  États-Unis : 13 novembre 1991
- Invité(es) :
- Résumé : Jerry est en train de réécouter un de ses shows et, soudain, il peut entendre une voix féminine susurrer de manière très sexy sur la cassette: il veut savoir de qui il s'agit. George, puis plus tard Kramer, tombent quasi amoureux de cette voix.
George commande en Chine une méthode pour faire repousser les cheveux.
Elaine révèle à George que c'est elle qui se trouvait près de l'enregistreur lors du spectacle. George se sent dès lors très attiré par son amie Elaine.
Finalement Elaine révèle à tous que c'est elle qui parlait sur la cassette: ils subissent tous un choc "sentimental".

### Épisode 9:Chirurgie esthétique
- Titre original : The Nose Job
- Numéro(s) : 28 (3.9) / Diff° 3.09
- Scénariste(s) : Peter Mehlman
- Réalisateur(s) : Tom Cherones
- Diffusion(s) : 
  -  États-Unis : 20 novembre 1991
- Invité(es) :
- Résumé : Jerry a dragué une très belle femme dans un ascenseur. George a une nouvelle petite amie, Audrey, qui a un très long nez, ce qui le dérange.
Kramer met les pieds dans le plat en commentant à Audrey qu'elle est très belle et qu'elle serait encore mieux si elle faisait opérer son nez. Audrey subit finalement une opération, ratée et tout le monde est catastrophé.
La nouvelle petite amie de Jerry, la femme de l'ascenseur, est une très mauvaise actrice et Jerry veut rompre, mais elle est tellement belle et, sexuellement, ça fonctionne parfaitement entre eux.
Grâce à Kramer, Audrey a pu subir une nouvelle opération et elle est maintenant une femme parfaite, qui sort avec Kramer, au grand dam de George.
- Commentaire : On apprend que la mère de Kramer se prénomme Babs. Elle est décrite comme une femme empotée et ivre ("drunken stumblebum").
• À noter : une séquence imaginaire visant à représenter les pensées de Jerry sur sa petite amie. Elle met en scène deux Jerry s'affrontant aux échecs : un Jerry "pénis" et un Jerry "cerveau". Le cerveau sort victorieux par échec et mat...

### Épisode 10:La Voiture
- Titre original : The Alternate Side
- Numéro(s) : 29 (3.10) / Diff° 3.11
- Scénariste(s) : Larry David & Bill Masters
- Réalisateur(s) : Tom Cherones
- Diffusion(s) : 
  -  États-Unis : 4 décembre 1991
- Invité(es) :
- Résumé : On a volé la voiture de Jerry (celui-ci causera même avec le voleur via le téléphone de la voiture). Kramer va jouer un petit rôle dans le nouveau film de Woody Allen qui tourne dans le quartier. George va travailler un peu en parquant les automobiles des habitants du quartier.
Jerry s'énerve à l'agence de location de voitures car il a fait une réservation et ils n'ont pas de véhicule disponible.
Elaine veut rompre avec son petit ami du moment, Owen, qu'elle trouve trop vieux.
George panique dans son travail et ne provoque que des catastrophes. Par exemple, une ambulance arrive tardivement pour secourir Owen et celui-ci termine dans une chaise roulante. Elaine ne sait plus quoi faire…
- Commentaire : Une des conséquences amusantes des catastrophes occasionnées dans le quartier en raison du mauvais travail de George est que Woody Allen décide de ne plus tourner à New York!
• Les dialogues de deux scènes à l'agence de location de voitures sont mémorables en termes de critique des modes de faire de ces entreprises.
Par exemple: l'agence de location prend une réservation pour une voiture mais n'a pas de véhicule disponible quand on va la chercher, alors pourquoi faire une réservation?
Par exemple encore: la voiture de Jerry (il en a pris une d'une autre catégorie que celle réservée) a été accidentée par George mais il se félicite d'avoir souscrit une assurance; l'agente lui explique que l'assurance ne couvre pas les accidents lorsque le véhicule est conduit par une autre personne que le locataire, ce qui énerve Jerry puisque le métier des entreprises de location de voiture fait que, justement, toutes les voitures sont toujours conduites par d'autres personnes.
Toute la logique seinfeldienne dans sa splendeur! 
La réplique du rôle que Kramer doit jouer dans le film de Woody Allen, « ces bretzels me donnent soif » (these pretzels are making me thirsty) est reprise plusieurs fois dans l’épisode par George, Jerry et Elaine.

### Épisode 11:Le Chandail
- Titre original : The Red Dot
- Numéro(s) : 30 (3.11) / Diff° 3.12
- Scénariste(s) : Larry David
- Réalisateur(s) : Tom Cherones
- Diffusion(s) : 
  -  États-Unis : 11 décembre 1991
- Invité(es) :
- Résumé : Elaine présente son nouveau petit ami, Dick, à Jerry et George lors d’une fête de Noël chez son employeur, l’éditeur "Pendant". En aparté, elle signale à Jerry que Dick est un ancien alcoolique et qu’il ne doit pas boire. Elle présente George à son patron pour un emploi. Par une inattention de Jerry, Dick se trompe de verre, ingurgite la boisson interdite et se fait ensuite remarquer pendant la fête.
Pour la remercier, George offre à Elaine un pull-over en cachemire acheté à bon marché car il présente un défaut, espérant qu’Elaine ne le verra pas. Kramer fait remarquer à Elaine la petite tache rouge: elle se vexe et rend le pull à George. Dick perd sa place chez "Pendant". Elaine soupçonne Jerry de lui avoir passé le mauvais verre. George travaille chez "Pendant", entreprend une relation sexuelle avec une femme de ménage et se fait renvoyer pour avoir fait l’amour au bureau. La femme de ménage se voit offrir le pull et remarque elle aussi la tache. George l’offre finalement au pauvre Dick qui la voit aussi.
- Commentaire : Au patron d'Elaine, George, qui n'y connaît rien en littérature, mentionne lire l'auteur Art Vandalay, un nom – inventé – utilisé tout au long de l'histoire de la série et pour n'importe quelle raison…

### Épisode 12:C'est du suicide
- Titre original : The Suicide
- Numéro(s) : 31 (3.12) / Diff° 3.13
- Scénariste(s) : Tom Leopold
- Réalisateur(s) : Tom Cherones
- Diffusion(s) : 
  -  États-Unis : 29 janvier 1992
- Invité(es) :
- Résumé : Jerry aime bien sa voisine Gina, mais pas son copain, Martin. Celui-ci, par jalousie, fait une tentative de suicide et reste dans le coma à l’hôpital. Jerry, pour faire plaisir à Gina, rend visite à Martin et elle lui demande de l’embrasser devant le comateux.
Elaine et George vont voir une voyante. George croit les prévisions de celle-ci et ne prendra donc pas l’avion pour se rendre dans les îles en vacances: il donne les billets à Kramer.
Kramer et Newman, un autre voisin de l'immeuble, aperçoivent une étreinte entre Gina et Jerry.
Kramer revient des îles où il a passé un séjour fabuleux en compagnie de mannequins.
- Commentaire : Cet épisode voit l'apparition de l'excellent personnage de Newman, un voisin de l'immeuble interprété par Wayne Knight. Noter que, à chacune de ses apparitions, Jerry l'accueille d'un "Helloooo Newman" très caractéristique, sous-entendu "Qu'est-ce que tu fais encore là, toi?".
• George mentionne avoir un frère, qu'on ne verra jamais de toute la série.

### Épisode 13:Transports urbains
- Titre original : The Subway
- Numéro(s) : 32 (3.13) / Diff° 3.14
- Scénariste(s) : Larry Charles
- Réalisateur(s) : Tom Cherones
- Diffusion(s) : 
  -  États-Unis : 8 janvier 1992
- Invité(es) :
- Résumé : George se rend à un entretien pour un poste de travail. Elaine se rend à un mariage de lesbiennes. Kramer va payer ses amendes en retard. Jerry va à Coney Island rechercher sa voiture. Tous prennent le métro et chacun va vivre des évènements cocasses…
Elaine va paniquer à cause de la foule et des pannes du métro. Jerry va s’endormir en face d’un homme nu. George va séduire une femme qui l’emmène à l’hôtel. Kramer perçoit une discussion pleine de tuyaux pour les courses de chevaux. Aucune mésaventure ne va se terminer comme chaque protagoniste pourrait l’espérer…
- Commentaire : Noter les scènes mémorables de Kramer se battant pour une place ou un journal abandonné…

### Épisode 14:Le Distributeur de bonbons
- Titre original : The Pez Dispenser
- Numéro(s) : 33 (3.14) / Diff° 3.15
- Scénariste(s) : Larry David
- Réalisateur(s) : Tom Cherones
- Diffusion(s) : 
  -  États-Unis : 15 janvier 1992
- Invité(es) :
- Résumé : George a une nouvelle petite amie pianiste virtuose, Noel. Il emmène à un de ses concerts Jerry et Elaine. Avec un distributeur de PEZ, Jerry fait rire Elaine pendant la représentation.
C'est Noel qui dirige le couple, ce qui déplaît à George. Kramer lui donne l’idée de rompre en premier.
Grâce au distributeur de pez, Jerry va aider son ami John à sortir d'une dépression nerveuse, dont Kramer est indirectement responsable.
George rompt: Noel est désemparée et regagne George à son cœur.
- Commentaire : Kramer a l'idée géniale de faire fabriquer une eau de Cologne au parfum océanique; personne ne souscrit à cette idée. 
• À la suite de cet épisode les ventes des distributeurs de PEZ ont connu une forte augmentation aux États-Unis.
•La société PEZ a fait parvenir à l'équipe des distributeurs aux effigies des principaux membres de Seinfeld.

### Épisodes 15 et 16:Ami ami
- Titre original : The Boyfriend - 1/2 & 2/2
- Numéro(s) : 3. / Diff° 3.16, 3.17
- Scénariste(s) : Larry David & Larry Levin
- Réalisateur(s) : Tom Cherones
- Diffusion(s) : 
  -  États-Unis : 12 février 1992
- Invité(es) :
- Résumé : Jerry et George rencontrent Keith Hernandez, une ancienne star du baseball. Jerry désire s'investir dans une relation amicale avec lui et commence à montrer des comportements anxieux et même jaloux lorsque le sportif, par exemple, ne l'appelle pas.
George, toujours au chômage, fait croire à la fonctionnaire responsable de son dossier qu'il est intéressé par sa fille.
Kramer et Newman en veulent beaucoup à Keith, car, après avoir fait perdre son équipe, il leur aurait craché dessus alors qu'ils se croisaient après le match.
Keith commence à sortir avec Elaine et Jerry devient jaloux…d'Elaine ou de Keith? se demande celle-ci.
Keith demande à Jerry si celui-ci peut l'aider pour un déménagement. Elaine, George et Kramer sont scandalisés d'apprendre que Jerry a accepté cela alors que lui et Keith se connaissent à peine. Jerry annonce à Keith qu'il ne peut pas venir l'aider…
- Commentaire : Double épisode de 40 minutes, qui, tout en ellipses subtiles, applique l'équivalent d'une relation sentimentale homme/femme à celle d'une relation virile entre hommes.
• George est surnommé Biff Loman par Jerry, un personnage d'Arthur Miller dans sa pièce Mort d'un commis voyageur (Death of a Salesman), très représentatif de l'homme qui vieillit, perd pied avec la réalité et ne s'en rend pas compte, très célèbre dans la culture américaine.
• George ment une fois de plus en mentionnant travailler pour Vandalay Industries, Vandalay étant un nom utilisé tout au long de l'histoire de la série et pour n'importe quelle raison…
• Keith Hernandez joue son propre rôle dans cet épisode; l'anecdote de sa maladresse ayant mené à une partie perdue pour son équipe est, dans le cas présent, une invention des scénaristes.
• Noter une séquence particulièrement mémorable: l'anecdote du crachat de Keith sur Kramer et Newman est traitée comme la célèbre Théorie de la balle unique dans l'affaire de l'Assassinat de John F. Kennedy, y compris un film imitant celui de Zapruder, seul témoignage en images du meurtre du président.
• Keith propose à Jerry d'aller voir le film JFK, film qui traite de l'affaire de l'Assassinat de John F. Kennedy; Wayne Knight, qui interprète Newman, joue dans JFK.

### Épisode 17:Le Rendez-vous
- Titre original : The Fix-Up
- Numéro(s) : 36 (3.17) / Diff° 3.18
- Scénariste(s) : Larry Charles & Elaine Pope
- Réalisateur(s) : Tom Cherones
- Diffusion(s) : 
  -  États-Unis : 5 février 1992
- Invité(es) :
- Résumé : George se plaint à Jerry de ne trouver personne. Cynthia se plaint à Elaine de ne trouver personne. Jerry et Elaine vont les faire se rencontrer. George a une liste d’exigences aussi épaisse que le bottin de téléphone. Jerry et Elaine se promettent de tout se raconter dans le dos de leurs amis.
George et Cynthia se rencontrent et ça fonctionne bien entre eux puisqu’ils couchent ensemble le premier soir. Cynthia croit ensuite être tombée enceinte.
Jerry et Elaine se trouvent dans des situations où ils ne peuvent rien révéler mais comprennent cependant que l’autre sait, et que l’autre sait qu’il sait.

### Épisode 18:La Limousine
- Titre original : The Limo
- Numéro(s) : 37 (3.18) / Diff° 3.19
- Scénariste(s) : Larry Charles
- Réalisateur(s) : Tom Cherones
- Diffusion(s) : 
  -  États-Unis : 26 février 1992
- Invité(es) :
- Résumé : George vient chercher Jerry à l’aéroport mais sans voiture. Ils se font passer pour un client bloqué dans un autre aéroport pour occuper sa limousine. Ils jouissent de cette voiture luxueuse réservée pour un certain O’Brien. Selon les ordres reçus par le chauffeur, ils doivent accueillir en chemin des fans de O’Brien et comprennent que celui-ci est un leader nazi.
- Commentaire : Peter Krause, qui joue un des deux fans nazi montant dans la limousine, interprétera le rôle de Nate Fisher dans Six pieds sous terre (Six Feet Under).

### Épisode 19:Le Bon Samaritain
- Titre original : The Good Samaritan
- Numéro(s) : 38 (3.19) / Diff° 3.20
- Scénariste(s) : Peter Mehlman
- Réalisateur(s) : Jason Alexander
- Diffusion(s) : 
  -  États-Unis : 4 mars 1992
- Invité(es) :
- Résumé : Jerry est témoin d'un petit accident où le conducteur ne s'arrête pas pour se signaler. Jerry, soutenu par Elaine au téléphone, va s'adresser au responsable, qui est en fait une très jolie conductrice, Angela. Il n'a pas le courage de lui dire son fait. Ils commencent même une relation sentimentale. Jerry ment à Elaine: il a sermonné le conducteur fautif.
George accompagne Elaine à un repas avec un couple de ses amis et se fait remarquer de la femme, Robin. Elle commence une relation extraconjugale avec George.
Kramer apprend à Jerry que la voiture qui a été touchée par Angela appartient à la plus belle femme du quartier, voisine d'en face de Jerry, qui plaît à celui-ci depuis longtemps. Jerry est décidé: pour établir un contact avec cette voisine, il rompt avec Angela et va informer Becky, la voisine, qu'il connaît le responsable de l'accident et qu'il va tout rembourser. Mauvais calcul! Becky interprète cela comme de la drague minable.
Tout cela a permis à Kramer de faire connaissance avec Becky et de sortir avec elle.
- Commentaire : Helen Slater, qui interprète Becky sans être mentionnée au générique, a joué dans Supergirl, une sorte de pendant féminin à Superman, personnage phare dans l'univers seinfeldien.

### Épisode 20:La Lettre
- Titre original : The Letter
- Numéro(s) : 39 (3.20) / Diff° 3.21
- Scénariste(s) : Larry David
- Réalisateur(s) : Tom Cherones
- Diffusion(s) : 
  -  États-Unis : 25 mars 1992
- Invité(es) :
- Résumé : Jerry a une nouvelle petite amie, Nina, une artiste-peintre en train de faire un portrait de Kramer. Jerry et George lui rendent visite et celui-ci lui achète une toile, un peu contre son gré. Nina offre des billets à Jerry pour une partie de baseball des Yankees mais il ne pourra pas s'y rendre.
Elaine, George et Kramer vont voir le match et Elaine se fait expulser du stade pour avoir porté, dans les tribunes des invités, une casquette d'une autre équipe.
Jerry rompt avec Nina, décidément trop jalouse. Elle lui écrit une très belle lettre qui les remet ensemble.
Une photo d'Elaine faisant scandale au match paraît dans le journal et son patron, Lippman, ne doit pas la voir puisqu'elle lui avait menti pour se rendre à la manifestation…
Jerry découvre que la lettre de Nina a été copiée dans Chapter Two de Neil Simon…
- Commentaire : Catherine Keener (Nina) jouera plus tard un des rôles féminins principaux de Dans la peau de John Malkovich, notamment.
• Chapter Two (Chapitre deux) est une pièce de théâtre de Neil Simon adaptée au cinéma en 1979 avec James Caan dans le rôle principal (Fiche IMDb).

### Épisode 21:La Place de stationnement
- Titre original : The Parking Space
- Numéro(s) : 40 (3.21) / Diff° 3.22
- Scénariste(s) : Larry David & Greg Daniels
- Réalisateur(s) : Tom Cherones
- Diffusion(s) : 
  -  États-Unis : 22 avril 1992
- Invité(es) :
- Résumé : Un George chanceux peut parquer la voiture de Jerry juste devant la maison de celui-ci. Au moment où il va se garer en arrière, une autre voiture s'engage en avant dans la même place et aucun des deux conducteurs ne veut ensuite céder. L'autre conducteur, Mike, un ami de Kramer, se rend en fait également chez Jerry, car tous doivent regarder ensemble un match de boxe à la télévision. La nuit tombe et personne n'a cédé…
- Commentaire : George mentionne avoir un frère, qu'on ne verra jamais de toute la série.
• L'excellent personnage de Newman, interprété par Wayne Knight, est présent dans cet épisode.

### Épisode 22:Les Clés
- Titre original : The Keys
- Numéro(s) : 41 (3.22) / Diff° 3.23
- Scénariste(s) : Larry Charles
- Réalisateur(s) : Tom Cherones
- Diffusion(s) : 
  -  États-Unis : 6 mai 1992
- Invité(es) : Candice Bergen
- Résumé : Un problème se pose sérieusement: plusieurs fois de suite, Jerry surprend dans son appartement Kramer qui l'utilise pour amener une petite amie ou pour prendre un bain. Jerry exige qu'il lui rende le double de sa clef, ce qui vexe Kramer; en retour, Kramer demande à Jerry de lui rendre son double. Kramer confie alors son double à George et celui-ci va chercher le sien chez Elaine pour le confier en retour à Kramer. Elaine demande son double en retour de George et, quand il le lui rendra, elle pourra le donner à Jerry. Jerry confie son double à Elaine.
Kramer ne donne plus aucun signe de vie (il est parti faire du cinéma à Hollywood après son expérience avec Woody Allen). Jerry veut contrôler qu'il ne lui est rien arrivé mais il n'a plus de clef alors il doit faire appel à George.
Jerry veut rentrer chez lui mais ne trouve plus ses clefs. Il a besoin de son double qui se trouve chez Elaine mais le double d'Elaine se trouve encore chez George. Ils entrent ensemble dans l'appartement de leur amie, ne trouvent pas la clef mais tombent sur un projet de scénario pour la série Murphy Brown. Elaine arrive à cet instant…
Jerry et Elaine regardent la télévision, un épisode de Murphy Brown, et sont surpris de voir Kramer donner la réplique à Candice Bergen.
- Commentaire : Kramer interprète le rôle de Steven Snell, secrétaire particulier de la journaliste Murphy Brown, interprétée par Candice Bergen.
• L'excellent personnage de Newman, interprété par Wayne Knight, est présent dans cet épisode.